# 春木哲洋
春木 哲洋（はるき てつひろ、1978年-）は日本の財務官僚。

## 来歴
東京大学法学部を卒業。2002年 財務省入省。大臣官房秘書課配属。2004年 大臣官房信用機構課係長。2005年 主計局調査課係長。5年間の財政改革プロセスを含む骨太方針2006に従事。2007年 コロンビア大学大学院へ留学。
その後、 2009年 国際通貨基金（IMF）理事補。2011年 金融庁総務企画局課長補佐。2013年 金融庁監督局証券課課長補佐。2014年 国際局開発機関課課長補佐。2015年 国際局為替市場課課長補佐。2016年 主計局主計官補佐（外務第一係主査）。トルコ・ガズィアンテプの難民キャンプを訪問。2017年 主計局主計官補佐（経済産業第一係主査）。2018年 主計局主計官補佐（公共事業総括第一係主査、国土交通第一係主査） 兼 主計局公共事業企画調整室長。2019年 内閣官房副長官秘書官。2021年 世界銀行審議役。2024年 財務大臣秘書官。

## 略歴
- 2002年4月：財務省入省。大臣官房秘書課配属。
- 2003年：大臣官房秘書課調査係長心得[6]。
- 2004年：大臣官房信用機構課係長。
- 2005年：主計局調査課係長[1]。
- 2007年：留学（コロンビア大学大学院）[2]。
- 2009年：国際通貨基金（IMF）理事補。
- 2011年：金融庁総務企画局課長補佐。
- 2013年：金融庁監督局証券課課長補佐。
- 2014年：国際局開発機関課課長補佐[3]。
- 2015年：国際局為替市場課課長補佐[4]。
- 2016年：主計局主計官補佐（外務第一係主査）。
- 2017年：主計局主計官補佐（経済産業第一係主査）[5]。
- 2018年：主計局主計官補佐（公共事業総括第一係主査、国土交通第一係主査） 兼 主計局公共事業企画調整室長。
- 2019年：大臣官房付 兼 内閣官房総理大臣官邸事務所（内閣官房副長官秘書官）。
- 2021年：世界銀行審議役[7]。
- 2024年：財務大臣秘書官。